# جمال جونز (بسکتبال)
جمال جونز (انگلیسی: Jamal Jones؛ زادهٔ ۱۷ فوریهٔ ۱۹۹۳) بازیکن بسکتبال حرفه‌ای اهل ایالات متحده آمریکا است.